# Синдром Шоу Трумена
Синдро́м «Шо́у Тру́мена» — психічний розлад, ілюзія переслідування, при якій суб'єкт впевнений, що його життя являє собою сцени реаліті-шоу.
Термін запропонували брати Джоел і Ян Голди (психіатр і нейрофізіолог відповідно) 2008 року, за аналогією з назвою фільму «Шоу Трумена». У сучасній психіатрії цей термін не використовують; він поки що не входить до діагностичних класифікаторів і довідників.
У фільмі «Шоу Трумена», що вийшов на екрани 1998 року, життя головного героя з самого народження зображається на телебаченні як реаліті-шоу, а всі люди довкола нього  — наймані актори.
Зі слів Джоела Голда, він лікував п'ятьох таких пацієнтів, білих чоловіків у віці від 25 до 34 років. Як повідомляють психіатри, подібні пацієнти, не дуже відверто розповідають про свої переживання, бо вважають, що не можуть нікому довіряти, а лікарі для них — теж актори шоу.
Брати Голди не називають свій «синдром „Шоу Трумена“» новим захворюванням або окремою нозологією, але описують його як різновид політематичного психічного розладу — поєднання безглуздих ідей переслідування з ідеями величі. Стійке поєднання декількох симптомів безперечно відносить такій психічний розлад до поняття синдрому.